# Mangkunegaran
Il Principato di Mangkunegaran (in giavanese: Praja Mangkunegaran) è uno dei principati che compongono ancora oggi l'Indonesia. Antico stato indipendente, oggi è stato incluso all'interno della repubblica indonesiana, pur costituendo formalmente uno stato a sé stante.
Venne fondato nel 1757 da Raden Mas Said, il quale decise di sottomettere il proprio esercito all'autorità di Pakubuwono III nel febbraio di quello stesso anno, giurando fedeltà ai sovrano di Surakarta, Yogyakarta ed alla Compagnia delle Indie orientali olandesi, ottenendo in cambio un appannaggio di 4000 servitori.
Il palazzo dei regnanti di Mangkunegaran venne fondato dallo stesso Raden Mas Said che firmò il trattato con la Compagnia delle Indie orientali olandesi nel 1757. In virtù di questo trattato, egli divenne regnante della parte orientale del sultanato di Mataram e prese il nome di Mangkunegara I. Noto col nome di Pura Mangkunegaran, il palazzo si trova oggi nel centro storico della città di Solo.

## Elenco dei regnanti

### Principi sovrani (1757–1950)
- Mangkunegara I (Raden Mas Said), 1757 - 1796
- Mangkunegara II, 1796 - 1835
- Mangkunegara III, 1835 - 1853
- Mangkunegara IV, 1853 - 1881
- Mangkunegara V, 1881 - 1896
- Mangkunegara VI, 1896 - 1916
- Mangkunegara VII, 1916 -1944
- Mangkunegara VIII, 1944 - 1950

### Principi titolari (dal 1950)
- Mangkunegara VIII, 1950 - 1987
- Mangkunegara IX, 1987 - 2021